# Nikon D80
La Nikon D80 es una cámara DSLR lanzada por Nikon en 2006, orientada para el uso semiprofesional (alcanzando prestaciones propias para uso profesional). Emplea la montura para objetivos Nikon F (por lo que acepta numerosos objetivos diseñado para ella). Las imágenes las almacena en tarjetas SD.
Cuenta con un sensor CCD de 10,2 megapíxels, de formato Nikon DX (23,6 x 15,8 mm con un factor de conversión de 1.5x). Éste le permite obtener imágenes de hasta 3872x2592 px (10 megapíxels efectivos), con una sensibilidad que va desde ISO 100 hasta ISO 1600, con la opción forzada no calibrada de hasta ISO 3200.

## Características
Quince meses después del lanzamiento de la D70, la compañía actualizó la línea con la D80. Para ello se mejoraron los sistemas de la cámara y se hizo el cuerpo algo más compacto. El sensor, fabricado por Sony, es empleado también en otras cámaras réflex, como la DSLR-A100.
El microprocesador de imagen emplea algoritmos de 12 bits y un bus de 2 canales. Permite realizar hasta tres imágenes por segundo, por una duración de 99 imágenes (en formato JPG) o 6 imágenes (formato RAW). La pantalla trasera fue reemplazada por una del tipo LCD TFT de 2.5 pulgadas, que incluye un protector plástico removible.
Cuenta con una función de integración inalámbrica con el sistema de flashes Creative Lightning System de Nikon, permitiéndole controlar flashes tipo SB-900, SB-800 y SB-600 directamente desde la cámara. También cuenta con funciones para usuarios básicos, para facilitar la toma, música y animación para la reproducción de la fotografías en la televisión, y funciones sencillas en su configuración. Cuenta con la posibilidad de escoger cómo se registrará el contraste, saturación y color de las imágenes, con opciones preconfiguradas.
Entre los accesorios existentes se encuentra el disparador infrarrojo ML-L3, y la empuñadura vertical para retratos MB-D80.

## Especificaciones
- Sensor CCD de 10.2 megapixel en Formato DX (Factor de conversión 1.5x).
- Motor de procesamiento de Imagen (similar al de la Nikon D200 y la Nikon D2X).
- Sistema de fotomedición 3D Color Matrix Metering II, un sensor de 420 píxel (similar al de la D50).
- Sistema de autoenfoque de 11 Zonas (una versión nueva del sistema Multi-CAM 1000, similar al empleado en la D200).
- Función Auto ISO configurable (permite elegir el ISO máximo y la velocidad de obturación mínima).
- ISO alto configurable, y reducción de ruido para exposiciones largas.
- Obturador mecánico únicamente (velocidad de obturación máxima de 1/4000 s, velocidad de sincronismo de flash de 1/200 s).
- Retraso de 80 milisegundos en la obturación.
- Visor pentaprismático luminoso y de mayor tamaño (x0.94 de aumento).
- Soporta SD-HC (tarjetas SD de más de 2 GB de capacidad)

## Retoque en cámara
- D-Lighting (mejora de sombras/luces altas)
- Reducción de ojo rojo
- Recorte de Imagen
- Efecto monocromo (cianotipo, sepia, blanco y negro)
- Efectos de filtro, en blanco y negro y color.
- Imagen reducida
- Superposición de imagen
- Multiexposición
- Cuerpo compacto (más pequeño y reducido que la D70/D70s)
- Interfaz de usuario mejorada (similar a la D200)
- Mayor capacidad con su batería EN-EL3e (otorga información detallada, similar a la D200).
- Integración de flash inalámbrica (similar a la D200)

- Datos: Q1063853
- Multimedia: Nikon D80 / Q1063853